# Anneli Tikkanen-Rózsa
Anneli Tikkanen-Rózsa, född 1948 i Kiuruvesi i Finland och bosatt i Sverige sedan 1970, är författare och redaktör. Anneli Tikkanen-Rózsa är ordförande i författarförlaget Finn-Kirja och var redaktör för den sverigefinska tidskriften Liekki 1995-1998.
Tikkanen-Rózsa har arbetat som lärare i finska i femtio år och gick i pension år 2025.